# Horace, cheval de l'Ouest
Horace, cheval de l'Ouest è una serie di fumetti creata da Jean-Claude Poirier per il giornale per ragazzi di Éditions Vaillant Pif-Gadget. È la storia western di un cowboy (che non ha un nome, anche se la figlia del capo indiano lo chiama "Grande Naso Pallido") e del suo cavallo Orazio. Contrariamente al solito, il cowboy si rivela molto stupido ed è il cavallo a dimostrare intelligenza. Inoltre, il cowboy a volte funge da cavalcatura per Orazio.
I due personaggi viaggiano attraverso un Far West fantastico, incontrando molti pericoli, ma dimostrando grande codardia.
Questa serie parodistica è stata pubblicata su Pif-Gadget dal 1970 al 1993. e ripubblicata dal 2017 al 2022 sulle riviste per ragazzi in lingua francese Super Pif e Pif le Mag. Nel 2004 il fumetto di Jean-Claude Poirier Horace cheval de l’ouest è stato pubblicata anche nella rivista per ragazzi BoDoï.